# شتاب حقیقی
شتاب حقیقی (به انگلیسی: Proper acceleration)، در تئوری نسبیت، شتاب فیزیکی یک جسم است که با شتاب سنج قابل اندازه‌گیری باشد؛ بنابراین، این شتاب توسط ناظری اندازه‌گیری می‌شود که نسبت به جسم مورد نظر ساکن است. این موضوع اشاره به این دارد که در نسبیت، زمان مطلق نیست و درنتیجه سرعت و شتاب با توجه به اینکه جسم و ناظر در چه دستگاه زمانی ای هستند مشخص می‌شود. اما برای اندازه‌گیری شتاب حقیقی، ناظر (شتاب سنج) همراه با جسم در حرکت است و شتاب بدون وابستگی به دستگاه ناظر و جسم به‌طور مطلق اندازه‌گیری می‌شود.